# Michelle Colón
Michelle Marie Colón Ramírez (Bayamón, Puerto Rico, 1 de septiembre de 2000) es una modelo y reina de belleza puertorriqueña, ganadora del concurso Miss Universo Puerto Rico 2021. Colón representó a Puerto Rico en el concurso Miss Universo 2021 en Eilat, Israel.

## Vida y educación
Colón Ramírez nació el 1 de septiembre de 2000 y vive en Bayamón, Puerto Rico. Es estudiante de Biología y Pre-Medicina, así como fundadora del C.A.R.E. Programa de empoderamiento. Es hija de Emilio Colón Luna y Doris Ramírez de Colón, y tiene tres medios hermanos: Emilio «Millo» Colón, Emily G. Colón y Frances A. Colón.

## Concurso de belleza
Michelle decidió ingresar a Miss Teen World Puerto Rico 2017, y luego fue proclamada Miss Teen Americas Puerto Rico 2018. En dicho certamen internacional, ganó el primer back-to-back para su isla, Puerto Rico, resultando la ganadora.

### Miss Universe Puerto Rico 2021
El 30 de septiembre de 2021, Colón representó al municipio de Loíza en el concurso Miss Universe Puerto Rico 2021, que se llevó a cabo en el Centro de Bellas Artes Luis A. Ferré en San Juan, donde ganó el título. Al final del evento, sucedió a la reina saliente, Estefanía Soto.

### Miss Universo 2021
El 12 de diciembre de 2021, Colón representó a Puerto Rico en el certamen de Miss Universo 2021 en Eilat, Israel, donde llegó al Top 10 de semifinalistas logrando que Puerto Rico clasificara por cuarto año consecutivo al top de semifinalista.